# Pfarr- und Wallfahrtskirche St. Corona am Wechsel

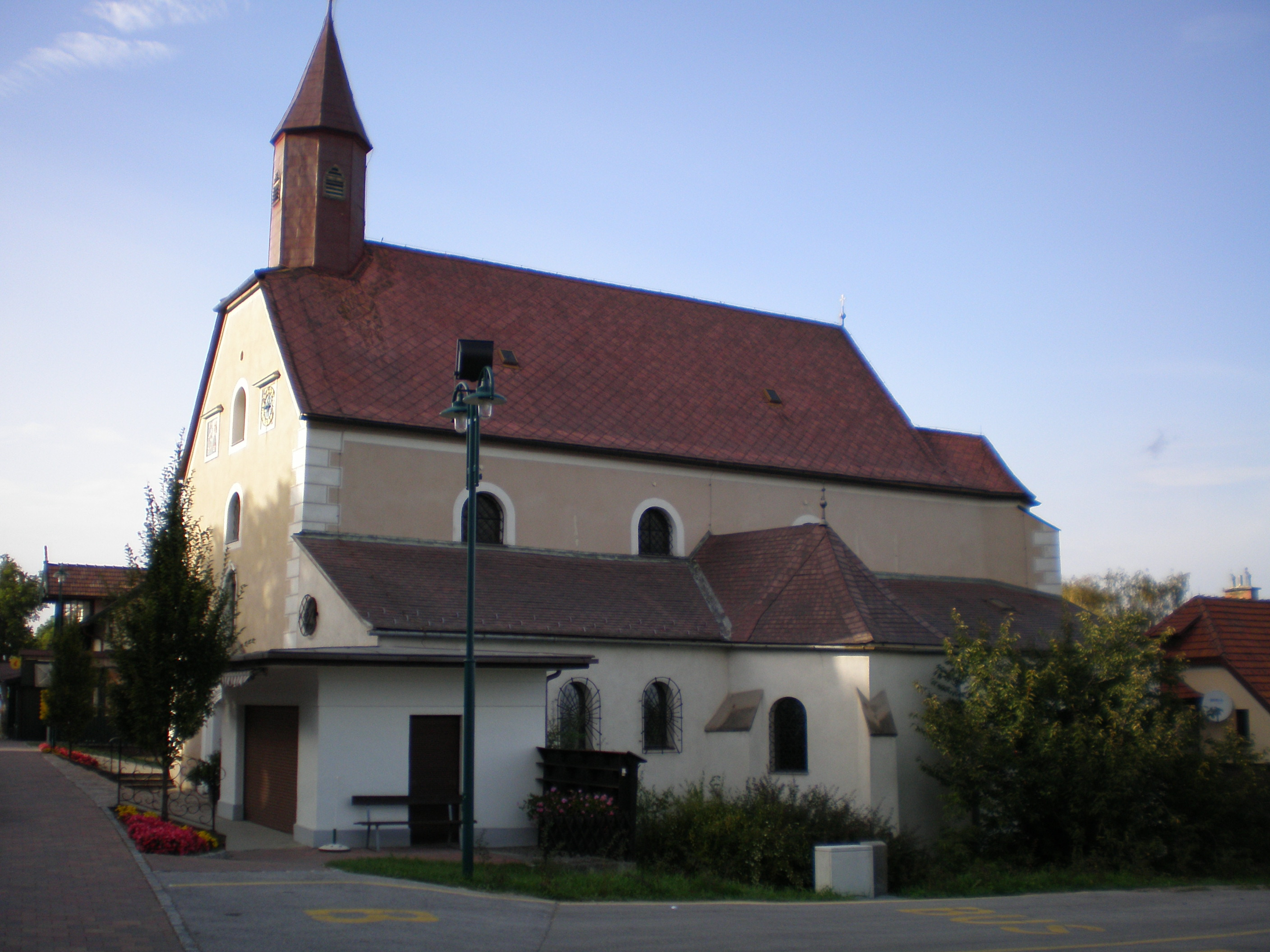
Pfarr- und Wallfahrtskirche

Die römisch-katholische Pfarr- und Wallfahrtskirche hl. Corona ist eine Wallfahrtskirche in der Gemeinde St. Corona am Wechsel im Bezirk Neunkirchen in Niederösterreich. Die der heiligen Corona geweihte Kirche ist eine Gründung vom Chorfrauenstift Kirchberg am Wechsel und gehört zum Dekanat Kirchberg in der Erzdiözese Wien. Die Kirche steht unter Denkmalschutz.

## Geschichte
Seit 1272 stand das Grundstück und die spätere Kapelle im Eigentum des Chorfrauenstiftes in Kirchberg am Wechsel. Im Jahre 1504 wurde eine Corona-Statue aufgefunden und eine erste Holzkapelle errichtet. Die 1583 errichtete Kapelle als Steinbau, auch Ursprungskapelle genannt, wurde 1591 geweiht. Von 1689 bis 1690 wurde die heutige Wallfahrtskirche erbaut, wobei die Ursprungskapelle als Anbau eingebunden wurde. Die Filiale der Pfarr- und Stiftskirche Kirchberg am Wechsel wurde als Wallfahrtskirche 1695 geweiht. Mit der Profanierung des Chorfrauenstiftes in Kirchberg am Wechsel wurde auch die Kirche in St. Corona profaniert. Die Wallfahrtskirche wurde 1832 neu geweiht und 1943 zur Pfarrkirche erhoben. Restaurierungen erfolgten 1855 bis 1860 und 1902. Eine weitere Renovierung wurde 1985 vorgenommen.

## Architektur
Der schlichte Kirchenbau mit Ortsteingliederung im Putz ist nach Norden ausgerichtet und hat im Osten Kapellenanbauten unter einem Pultdach, wobei mittig die ältere Ursprungskapelle mit einem vorkragenden polygonalen Schluss eingebunden wurde. Die südliche Giebelfront hat ein segmentbogiges Hauptportal mit Pilasterrahmung und einem gesprengten Giebel und eine zentrale Portal-Fenster-Gruppe aus dem 17. Jahrhundert.
Das Langhausinnere zeigt einen dreijochigen Saalraum unter einer Stichkappentonne, einen eingezogenen Triumphbogen und eine Apsis mit einem Stichkappenkranz. Die Kirchenfenster in der Westwand haben stichbogige Fensterlaibungen. Im Osten sind drei tiefe niedrige kapellenartige Anbauten mit Kreuzgratgewölben mit gedrückten rundbogigen Arkaden mit dem Langhaus verbunden. Die mittige Ursprungskapelle ist zum Langhaus leicht schräg gestellt und hat Rundbogenfenster und einen Dreiachtelschluss.
Die Gewölbe im Langhaus und in der Mittelkapelle tragen Stuckdekorationen mit Langpässen und Gratbegleitungen mit Perlstäben aus dem 17. Jahrhundert. Wandbilder der hl. Barbara, Corona, Victor und Cäcila malte 1902 der Maler Franz Schönbrunner. Die Glasmalereien aus 1899 zeigen Heiligendarstellungen.